# فرمان إف 90
فرمان إف 90 (بالإنجليزية: Farman F.90)‏ هي طائرة خفيفة للركاب، ذات سطحين وبمحرك واحد. أنتجت في فرنسا. من صناعة فارمان للطائرات. كان أول طيران لها في 1921. صنع منها طائرة واحدة.